# 샘 (기관)

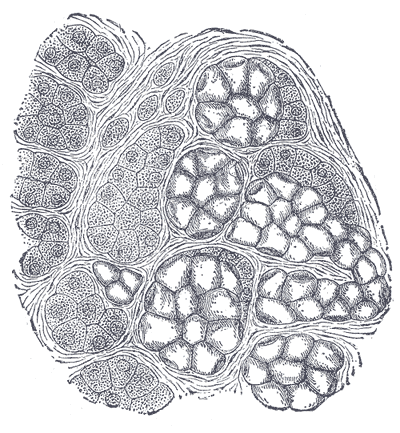
인간의 턱밑샘

샘(영어: gland) 또는 선(腺)은 상피세포가 특수한 물질을 생산하는 기능을 갖게 된 선세포로 구성된 기관이다.
샘(선)은 세포가 생산한 물질을 배출하는 방법에 따라서 내분비선과 외분비선으로 구별된다. 내분비선에서는 선세포의 분비물이 인접하는 모세혈관에 직접 옮겨져 혈관에 의해 목적 장소로 운송되는 데 비해 외분비선에서는 분비물은 도관에 의해 소정의 장소로 이끌려 배출된다. 선세포가 그 세포막을 파괴하지 않고 분비를 할 때는 누출 분비(Eccrine), 세포막이 파괴되고 세포질의 일부가 분비물과 함께 배출될 때는 이출 분비(apocrine), 세포 전부가 배출되어 버릴 때는 전분비(Holocrine)라고 한다.

## 외분비선의 종류

### 관상선
선세포가 하나의 관으로 되어 있는 것이다. 장샘, 대부분의 땀샘 등이다.
선관이나 도관이 몇 개의 가지로 갈라져 있다. 보통 대형으로, 위샘·자궁샘·눈물샘 등이다.

### 포상선
선세포가 관모양이 아니라 중앙의 내강을 에워싸고 공모양으로 되어 있는 경우에 포상(胞狀)이라 하며, 이 포(胞)가 한개뿐인 것. 작은 지선(脂腺)에서 볼 수 있으나 그 예는 별로 없다.

### 복포상선
포(胞)가 여러 개 있으며, 도관이 여러 갈래로 갈라져 있다. 커다란 지선, 검판선(瞼板腺)(눈곱을 분비하는 선), 이하선(耳下腺)·유선·췌장 등이다.

### 관상 포상선
선세포가 관모양을 하고 있으나 그 끝부분이 포상인 것. 위의 유문선(幽門腺), 혀밑샘, 턱밑샘, 십이지장선, 전립선 등이다. 폐는 전형적인 관상 포상선 구조이다.

## 외분비선의 분비물
외분비선의 분비물은 점성의 정도에 따라 두 종류로 나눌 수 있다. 물과 같은 상태로 점성이 낮은 분비물을 내는 것은 장액선(腸液腺)이라 하며, 알부민형 단백질을 많이 함유하는 데서 알부민선이라고도 한다. 점성이 높은 분비물을 내는 것은 점액선이라고 하며, 무틴이라는 단백질을 많이 함유한다. 귀밑샘, 눈물샘, 땀샘 등은 장액선의 예이며, 식도의 선, 구(球)요도선, 대전정선(大前庭腺) 등은 점액선이다. 두 가지 분비물을 다 내는선은 혼합선이라고 하며, 턱밑샘, 혀밑샘, 기관의 선, 위저선 등 많이 있다. 지선은 유지질(類脂質)을 함유한다는 점에서 특이하다.

## 같이 보기
- 침샘